# TA6

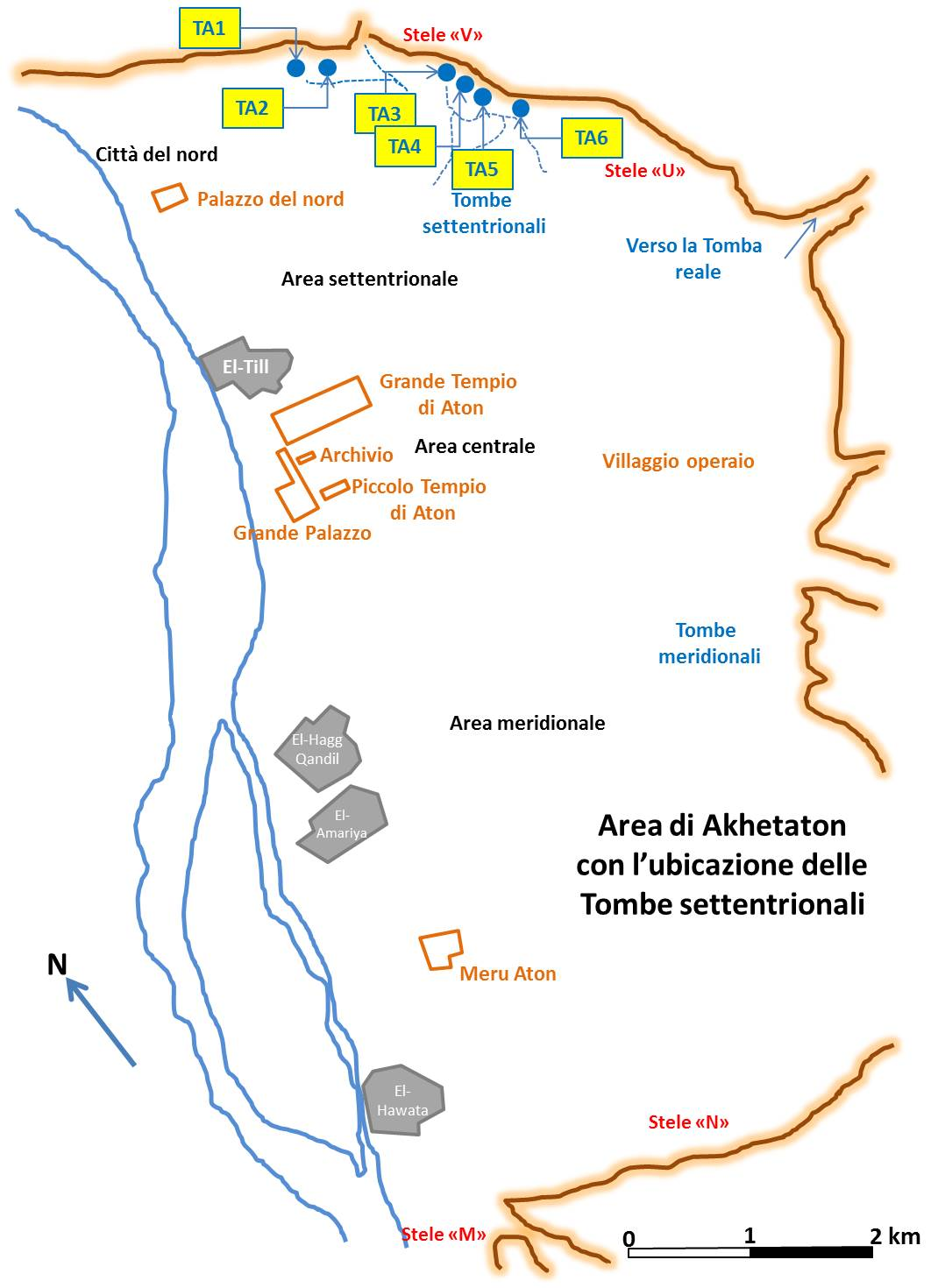
Planimetria di Amarna con ubicazione delle Tombe settentrionali

TA6 (Tomb of Amarna 6) è la sigla che identifica una delle Tombe dei nobili ubicate nell'area dell'antica Akhetaton, oggi nota come Amarna, capitale voluta e costruita dal faraone Amenhotep IV/Akhenaton della XVIII dinastia. La città venne abbandonata circa 30 anni dopo la sua fondazione; le tombe vennero abbandonate e in parte riutilizzate in epoca moderna come romitaggi di monaci copti. L'abbandono millenario e i danni causati dalla presenza umana hanno spesso reso irriconoscibili le strutture originarie e danneggiato pesantemente, quando non reso illeggibili, scene pittoriche e rilievi parietali.

## Titolare
TA6 era la tomba di:
| Titolare | Titolo | Necropoli | Dinastia/Periodo | Note                                 |
| -------- | --- | --------- | ---------------- | ------------------------------------ |
| Panehesi | Primo tra i Servi dell'Aton nella casa di Aton in Akhetaton; Secondo Profeta del Signore delle Due Terre Neferkheperura-waenra (Akhenaton); Sovrintendente al doppio granaio dell'Aton in Akhetaton; Sovrintendente al bestiame di Aton | Amarna    | XVIII dinastia   | area settentrionale a sud di un uadi |

## Biografia
Nessuna notizia biografica, relativa alla famiglia, è ricavabile dalla tomba; è tuttavia molto verosimile che l'abitazione R.44.2 di Amarna fosse di sua proprietà.

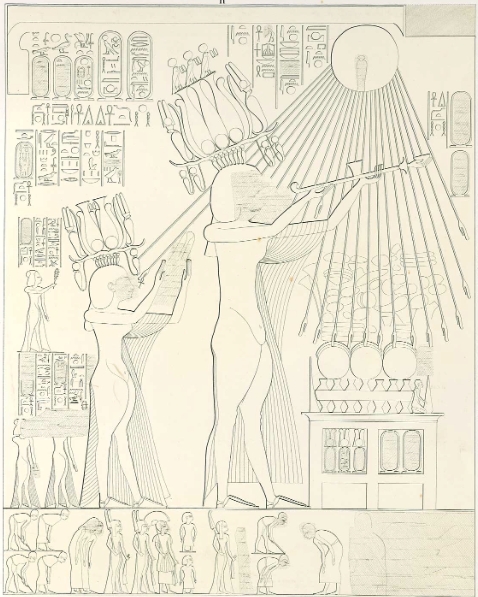
Akhenaton, Nefertiti e tre principesse in adorazione del dio Aton

## La tomba

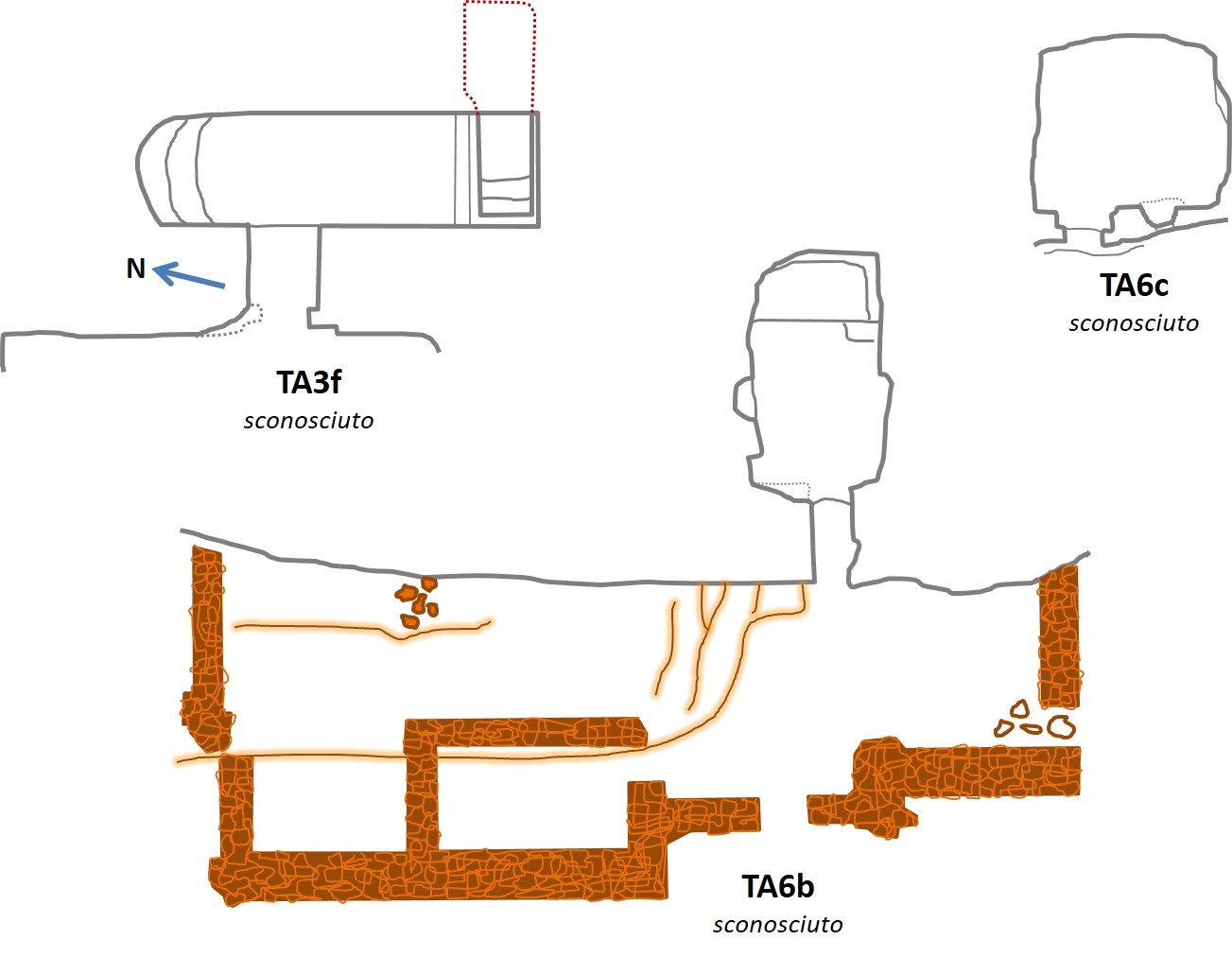
Le tombe minori TA3f 6c 6b nell'area prossima alla TA6

La TA6 fa parte del gruppo settentrionale delle tombe di Amarna. La facciata venne intagliata nella parte più bassa di una falesia verticale. Planimetricamente TA6 si sviluppa con un breve corridoio che immette in una sala rettangolare il cui soffitto, originariamente, era sorretto da quattro colonne; da questa un secondo corridoio immette in un'altra sala rettangolare colonnata da cui si accede ad una sala più interna e una scala adduce all'appartamento funerario sotterraneo. La tomba subì parecchi danni, poiché fu trasformata in luogo di culto copto da monaci che si stabilirono nella zona; come rilevabile anche da altre aree prossime (in cui si aprono le tombe 3f, 6b e 6c), l'area venne altresì occupata da costruzioni adibite ad abitazioni dei monaci che danneggiarono pesantemente anche i ritti e l'architrave dell'ingresso che erano fittamente scolpiti; sono tuttavia rilevabili (nn. 1 e 2 in planimetria) scene di un corteo reale che comprende il re Akhenaton, la regina Nefertiti, tre principesse, la sorella della regina (Mutnodjemet), due nane, assistenti e una scorta militare. 
Sulle pareti del corridoio di ingresso (3), in alto rappresentazioni del re, con un incensiere, in adorazione dell'Aton mentre la regina offre mazzi di fioriaccompagnati da tre figlie (Maketaton, Merytaton e Ankhesepaaton) che agitano sistri; sulla parete opposta (4) la famiglia reale, la sorella della regina e le due nane in adorazione di Aton. In basso il defunto a sua volta in adorazione. Ai lati della porta di accesso alla prima sala rettangolare (5-6), in cui due delle quattro colonne vennero pesantemente danneggiate, il defunto in ginocchio adora il cartiglio di Aton. Sulle pareti (7-8): in alto, il defunto, acclamato da cortigiani e dalla scorta militare, viene premiato dal re, dalla regina e da quattro principesse, all'interno del Palazzo reale; quattro portatori di flabello affiancano la famiglia reale. Su altra parete (9), in alto la famiglia reale in adorazione dell'Aton; in basso il defunto con alcuni aiutanti recano offerte e, poco oltre, il defunto ricevuto da una scorta militare. Poco oltre (10-11) la famiglia reale e alcuni cortigiani si allontanano dal Palazzo reale a bordo di carri scortati da militari. 
Su un architrave (12-13) visita della famiglia reale al tempio di Aton; poco oltre (14) il re e la regina in adorazione dell'Aton e il defunto in adorazione dei cartigli. Ai lati dell'ingresso al corridoio che adduce alla seconda sala rettangolare (15-16), il defunto, su ciascun lato, in adorazione del cartiglio del dio Aton; nel corridoio (17) il defunto, con una figlia piccola (non indicato il nome). Dalla seconda sala si accede alla sala più interna sulle cui pareti (18) il defunto e la famiglia ricevono offerte da alcuni servi; sul fondo (19) una statua del defunto, di cui è rimasto il nome, demolita. Nella TA6 sono presenti lunghi e interessanti testi sacri dedicati a Ra-Horakhti e ad Aton.

### Annotazioni
1. ↑  La numerazione dei locali e delle pareti segue quella di Porter e Moss 1968, p. 210.
2. ↑  Si tratta di sei tombe: TA1 di Huya; TA2 di Meryra (II); TA3 di Ahmes; TA4 di Meryra (I); TA5 di Penthu e TA6 di Paneshy.
3. ↑  La figura della regina è affiancata da due titolature inusuali: "L'erede, grande di favori, Signora di tutte le donne; quando ella parla tutto viene fatto, la Grande Sposa del Re, che Egli ama, che viva per sempre, in eterno" e "L'erede, grande di favori, Signora dei distretti del nord e del sud, giusta e felice nel volto, adorna delle due piume, che calma il cuore del Re nella sua dimora (?), accondiscendente a tutto ciò che viene detto, la grande e amata sposa del re, Signora delle Due Terre [Nefertiti]".

### Fonti
1. ↑  Davies 1903, Parte II, pp. 9-32.
2. ↑  Reeves 2001, p. 136.
3. ↑  Davies 1903, Parte II, tavv. II-XXVII.
4. ↑  Davies 1903, Parte II, p. 14.
5. ↑  Davies 1903, Parte II, pp. 16-17.
6. ↑  Davies 1903, Parte II, pp. 20-25.
7. ↑  Porter e Moss 1968, Vol. IV, pp. 218-219.
8. ↑  Davies 1903, Parte II, pp. 26-28.
9. ↑  Davies 1903, Parte II, pp. 29-32.